# 川口神社 (銚子市)
川口神社（かわぐちじんじゃ）は、千葉県銚子市にある神社である。旧社格は村社。

## 祭神
- 速秋津姫命

## 由緒
986年（寛和2年）の創建と伝えられる。この神社には陰陽師安倍晴明と地元の長者の娘との言い伝えが残り、長者の娘が晴明と結ばれないことを苦に入水し、その歯と櫛を祀ったことから歯櫛明神（はくしみょうじん）とよばれ、白紙明神とも書かれるようになった。明治に入り現在の川口神社と改められた。

## 所在地
- 千葉県銚子市川口町2-6378